# Rodionovo-Nesvetajskaja
Rodionovo-Nesvetajskaja (in russo Родионово-Несветайская?) è un villaggio (sloboda) della Russia europea meridionale nell'oblast' di Rostov; è il centro amministrativo del distretto Rodionovo-Nesvetajskij.
Si trova sul fiume Bol'šoj Nesvetaj, 40 km a nord di Rostov sul Don.